# Big Walter Horton with Carey Bell
Big Walter Horton with Carey Bell — студійний альбом американського блюзового музиканта Біг Волтера Гортона, випущений у 1973 році лейблом Alligator.

## Опис
Волтер обрав сайдменів для цього альбому серед найкращих блюзових музикантів Чикаго. Його старий друг, гітарист Едді Тейлор грав з Волтером з кінця 1940-х. На другій гармоніці (який також береться за бас на декількох композиція) Кері Белл, нова зірка чиказької блюзової гармоніки та товариш Волтера упродовж 12 років. Басист гурту Белла, Джо Гарпер і Френк Свон, ударник гурту Віллі Діксона, були додані в якості ритм-секції. Джо Гарпер зіграв на обох альбомах Белла і на дебютному LP Джиммі Докінса для Delmark. Френк Свон грав з Літтлом Волтером, Ерлом Гукером та Гарольдом Беррейджом, однак для нього це була перша участь у записі LP.
Цей альбом на Alligator став другим сольним в кар'єрі Волтера Гортона. Після цієї платівки Гортон ніколи більше не записувася з Беллом; вони разом концертували упродовж 1972—1973 років. Коли Гортон і Белл грають дуетом на гармоніках, Біг Волтер звучить у лівому каналі, а Белл — у правому. Найбільш показова свінгова інструментальна композиція «Have Mercy»: де дві губні гармоніки перекликаються та підтримують одна одну.

## Список композицій
1. «Have a Good Time» (Волтер Гортон) — 3:44
2. «Christine» (Волтер Гортон) — 3:59
3. «Lovin' My Baby» (Волтер Гортон) — 2:47
4. «Little Boy Blue» (Волтер Гортон) — 3:12
5. «Can't Hold Out Much Longer» (Волтер Джейкобс) — 2:48
6. «Under The Sun» (Волтер Гортон) — 3:47
7. «Tell Me Baby» (Волтер Гортон) — 3:12
8. «Have Mercy» (Волтер Гортон) — 3:45
9. «That Ain't It» (Джеймс А. Лейн) — 2:37
10. «Temptation» (Волтер Гортон) — 3:39
11. «Trouble In Mind» (народна) — 4:37

## Учасники запису
- Біг Волтер Гортон — вокал, губна гармоніка
- Кері Белл — бас (1, 2, 6), губна гармоніка [друга]
- Едді Тейлор — гітара
- Джо Гарпер — бас
- Френк Свон — ударні

Технічний персонал
- Кері Белл, Брюс Іглауер — продюсер
- Стю Блек — інженер
- Пітер Амфт — дизайн і фотографія обкладинки